# Argyrolobium nigrescens
Argyrolobium nigrescens là một loài thực vật có hoa trong họ Đậu. Loài này được Dummer miêu tả khoa học đầu tiên.